# Автошлях Т 2317
Автошлях Т 2317 — автомобільний шлях територіального значення у Хмельницькій області. Проходить територією Кам'янець-Подільського району через Кам'янець-Подільський — Стару Ушицю. Загальна довжина — 45,6 км.

## Маршрут
Автошлях проходить через такі населені пункти:
| Автошлях Т 2317             |        |
| Кам'янець-Подільський район |        |
| Кам'янець-Подільський       |        |
| Мукша Китайгородська        |        |
| Слобідка-Кульчієвецька      |        |
| Кульчіївці                  |        |
| Суржинці                    |        |
| Вихватнівці                 |        |
| Крушанівка                  |        |
| Грушка                      | Т 2303 |
| Стара Ушиця                 |        |